# Joanna Frick
Joanna Frick (ur. 25 marca 1993) – narciarka alpejska reprezentująca barwy Liechtensteinu, uczestniczka Mistrzostw Świata 2013.
Frick jeszcze nie wystartowała na zimowych igrzyskach olimpijskich.
Frick raz brała udział w mistrzostw świata. Jej najlepszym wynikiem na zawodach tej rangi jest 48. miejsce w slalomie osiągnięte podczas Mistrzostw Świata 2013 w austriackim Schladming.
Frick jeszcze nie zadebiutowała w zawodach Pucharu Świata.

## Osiągnięcia

### Mistrzostwa świata
| Mistrzostwa     | Konkurencja | Czas    | Wynik | Zwycięzca        |
| --------------- | ----------- | ------- | ----- | ---------------- |
| Schladming 2013 | Slalom      | 1:53.35 | 48.   | Mikaela Shiffrin |